# Феличи, Джованни
Джованни Феличи (Giovanni Felici, также известный как Ioannes Felix, просто Gianfelice, также его фамилию иногда пишут как Felice) — католический церковный деятель XII века. На консистории 1188 года был провозглашен кардиналом-дьяконом с титулом церкви Сант-Эустакьо. В 1189 году стал кардиналом-священником с титулом церкви Санта-Сусанна. Участвовал в выборах папы 1191 года (Целестин III).